# Alice aux îles Hawaï
Alice aux îles Hawaï (The Secret of the Golden Pavilion, littéralement : Le Secret du pavillon doré) est le trente-sixième roman de la série Alice (Nancy Drew en VO) écrit par Caroline Quine, nom de plume collectif de plusieurs auteurs. L'auteur de ce roman est Harriet Adams. 
Aux États-Unis, le roman a été publié pour la première fois en 1959 par Grosset & Dunlap, New York. En France, il est paru pour la première fois en 1972 chez Hachette Jeunesse dans la collection « Idéal-Bibliothèque ». Il n'a plus été réédité en France depuis 1987.
Ce roman, publié en 1959, était alors d’actualité : c'est en 1959, en effet, que l'archipel d'Hawaï, annexé par les États-Unis depuis 1898, devient le cinquantième États des États-Unis à la suite du référendum du 21 août 1959.

## Résumé
Remarque : le résumé est basé sur les éditions cartonnées non abrégées parues de 1972 à 1977 en langue française.
Le Polynésien Kamuela Sakamaki vient d'hériter de son grand-père une grande fortune et de vastes terres à Honolulu, dans l'archipel d'Hawaï. Il demande à l'avoué James Roy et à sa fille Alice, d'élucider trois mystères : avant de mourir, le grand-père de Kamuela Sakamaki lui avait donné un papier sur lequel figure deux symboles étranges. Ensuite, un frère et une sœur affirmant être les petits-enfants du défunt, réclament leur part d'héritage. Et enfin, le pavillon doré qui se trouve sur la propriété de feu son grand-père, est régulièrement saccagé par des inconnus. Kamuela Sakamaki offre de payer les frais de séjour d'Alice et de ses amis Bess et Marion. 
James Roy ayant donné son consentement, les trois jeunes filles s'envolent pour les îles Hawaï, sur l'océan Pacifique...

## Personnages

### Personnages récurrents
- Alice Roy, dix-huit ans, détective amateur blonde, fille de James Roy, orpheline de mère.
- James Roy, avoué[2] de renom, père d'Alice Roy, veuf.
- Bess Taylor, jeune fille blonde et rondelette, une des meilleures amies d'Alice.
- Marion Webb, jeune fille brune et sportive, cousine germaine de Bess Taylor et une des meilleures amies d'Alice.
- Ned Nickerson, jeune homme brun et athlétique, ami et chevalier servant d'Alice, étudiant à l'université d'Emerson.
- Daniel Evans, ami et chevalier servant de Bess, camarade d'université de Ned.
- Bob Eddleton, ami et chevalier servant de Marion, camarade d'université de Ned.
- Sarah, la fidèle gouvernante des Roy, qui a élevé Alice à la mort de sa mère.
- Togo, petit chien fox-terrier d'Alice.

### Personnages spécifiques à ce roman
- Kamuela Sakamaki, artisan polynésien, propriétaire du domaine de Kalualua.
- Kiyaby et Emma, couple polynésien, régisseurs du domaine de Kalualua.
- M. et Mme Armstrong, amis de Kamuela Sakamaki.
- Fred Chatley et Jane Bradfield, frère et sœur, malfaiteurs.
- Ralph Elmloch, malfaiteur.
- Michael O'Connor, malfaiteur.
- Jim O'Brien, alias Tim O'Malley, malandrin.
- Mme Peabody, malfaiteur.
- M. Stevenson, commissaire de River City, ami d'Alice.

## Éditions françaises
- 1972  : Alice aux îles Hawaï — Hachette, coll. « Idéal-Bibliothèque », cartonné (français, version originale). Illustré par Albert Chazelle. Texte français d'Anne Joba. 20 chapitres. 184 p.
- 1977  : Alice aux îles Hawaï — Hachette, coll. « Bibliothèque verte », cartonné (français, version originale). Illustré par Jean-Louis Mercier. Texte français d'Anne Joba. 20 chapitres. 182 p.
- 1987 : Alice aux îles Hawaï — Hachette, coll. « Bibliothèque verte »[3], cartonné (français, originale). Couverture de Jean Sidobre, illustrations intérieures de Jean-Louis Mercier.